# Beztahov (tvrz)
Beztahov je tvrz ve stejnojmenné vesnici u Votic v okrese Benešov. Panské sídlo ve vsi stálo pravděpodobně už ve čtrnáctém století, ale dochované zdivo pochází až ze století následujícího. Na počátku třicetileté války se Beztahov stal součástí většího panství a tvrz od té doby sloužila jen k hospodářským účelům. Od roku 1965 je chráněna jako kulturní památka.

## Historie
První písemná zmínka o Beztahovu pochází z roku 1372, kdy v ní sídlil Hroch z Beztahova. Zastával funkci purkrabího na tvrzi ve Zvíroticích a jeho právní služby využíval i Oldřich I. z Rožmberka. Přídomek z Beztahova používali i další drobní šlechtici, takže je pravděpodobně, že ve vsi stála nějaká tvrz už ve čtrnáctém století. Nejstarší architektonické detaily ve zdivu jsou až z patnáctého století, a první zmínka o tvrzi je až z roku 1534, kdy se o ni dělili Jan Kozel z Kozle a Lev Beztahovský z Říčan.
Později se podařilo spojit rozdělený majetek Janu staršímu z Říčan. Toho v držení tvrze vystřídal syn Mikuláš († 1591) a po něm jeho syn Vilém Lev z Říčan, kterému byl statek zkonfiskován za účast na stavovském povstání v letech 1618–1620. V roce 1623 statek koupil Sezima z Vrtby a připojil jej k Vrchotovým Janovicím. Beztahovská tvrz od té doby přestala být panským sídlem a sloužila pouze hospodářským účelům.

## Stavební podoba
Z panského sídla se dochovalo tvrziště obehnané ze dvou třetin pozůstatky příkopu. Z původní tvrze zůstalo stát jen přízemí hospodářské budovy, nad kterým byla postaveno novodobé první patro. Mohutná obvodová zeď, která vymezuje dvoutraktové přízemí, na západě na obou stranách končí opěrnými pilíři. Místnost v severním křídle je rozdělená slabou příčkou a zaklenutá valenou klenbou. Pod severní částí budovy se nachází sklepy. V Památkovém katalogu Národního památkového ústavu je v zápisu ze dne 14. července 2023 zaznamenán havarijní stav památky (4. stupeň ohrožení).